# Кусоти
Кусоти (рос. Кусоты) — улус Мухоршибірського району, Бурятії Росії. Входить до складу Сільського поселення Кусотинського.
Населення — 703 особи (2015 рік).